# Cicindela chlorocephala
Cicindela chlorocephala este o specie de insecte coleoptere descrisă de Louis Alexandre Auguste Chevrolat în anul 1834. Cicindela chlorocephala face parte din genul Cicindela, familia Carabidae. Conține o singură subspecie: C. c. smythi.